# Élections législatives islandaises de 1991
Les élections législatives islandaises de 1991 se déroulent le 20 avril 1991. Le Parti de l'indépendance reste le plus important parti du Parlement islandais, en gagnant 17 des 42 sièges de la Chambre basse de l'Althing.

## Résultats
| Partis                   | Partis                              | Voix    | %     | +/−   | Sièges par chambre | Sièges par chambre | Sièges par chambre | Sièges par chambre |
| Partis                   | Partis                              | Voix    | %     | +/−   | Basse              | +/−                | Haute              | +/−                |
| ------------------------ | ----------------------------------- | ------- | ----- | ----- | ------------------ | ------------------ | ------------------ | ------------------ |
|                          | Parti de l'indépendance (D)         | 60 836  | 38,56 | 11,39 | 17                 | 5                  | 9                  | 3                  |
|                          | Parti du progrès (B)                | 29 866  | 18,93 | 0,01  | 9                  | 1                  | 4                  | 1                  |
|                          | Parti social-démocrate (A)          | 24 459  | 15,50 | 0,27  | 7                  | en stagnation      | 3                  | en stagnation      |
|                          | Alliance du peuple (G)              | 22 706  | 14,39 | 1,04  | 6                  | 1                  | 3                  | en stagnation      |
|                          | Liste des femmes (V)                | 13 069  | 8,28  | 1,85  | 3                  | 1                  | 2                  | en stagnation      |
|                          | Parti du peuple-Parti humaniste (Þ) | 2 871   | 1,82  | 0,23  | 0                  | en stagnation      | 0                  | en stagnation      |
|                          | Libéraux (F)                        | 1 927   | 1,22  | Nv.   | 0                  | en stagnation      | 0                  | en stagnation      |
|                          | Association Home Rule (H)           | 975     | 0,62  | Nv.   | 0                  | en stagnation      | 0                  | en stagnation      |
|                          | Candidature verte (Z)               | 502     | 0,32  | Nv.   | 0                  | en stagnation      | 0                  | en stagnation      |
|                          | Sociaux-démocrates extrêmes (T)     | 459     | 0,29  | Nv.   | 0                  | en stagnation      | 0                  | en stagnation      |
|                          | Parti travailliste d'Islande (E)    | 99      | 0,06  | Nv.   | 0                  | en stagnation      | 0                  | en stagnation      |
|                          |                                     |         |       |       |                    |                    |                    |                    |
| Votes valides            | Votes valides                       | 157 769 | 98,52 |       |                    |                    |                    |                    |
| Votes blancs et nuls     | Votes blancs et nuls                | 2 373   | 1,48  |       |                    |                    |                    |                    |
| Total                    | Total                               | 160 142 | 100   | –     | 42                 | en stagnation      | 21                 | en stagnation      |
| Abstentions              | Abstentions                         | 22 626  | 12,38 |       |                    |                    |                    |                    |
| Inscrits / participation | Inscrits / participation            | 182 768 | 87,62 |       |                    |                    |                    |                    |